# Wilsberg: Royal Flush
Royal Flush ist die 23. Folge der Fernsehfilmreihe Wilsberg. Die Erstausstrahlung erfolgte am 8. März 2008 beim ZDF. Regie führte Reinhard Münster, das Drehbuch wurde von Timo Berndt geschrieben.

## Handlung
Ekki soll im Rahmen einer Steuerprüfung eine Ortsbegehung in einer Autowerkstatt am Hawerkamp durchführen. Letztlich findet er sich jedoch in einer Pokerrunde in einem Hinterzimmer der Werkstatt wieder und verliert nicht nur alles, was er in seinen Taschen bei sich führt, sondern zusätzlich auch noch seinen Wagen.  
Unterdessen werden Kommissarin Anna Springer und ihr Assistent Overbeck ins Haus der Familie Winter gerufen. Sabine Stetten, die Nachbarin der Winters, hat die Ermittler verständigt, da sie einen Einbrecher gesehen haben will. Im Schlafzimmer wird die mit einem Seil erwürgte Charlotte Winter aufgefunden. Am Tatort können keine Fingerabdrücke festgestellt werden, da der Täter Handschuhe getragen hat. Weil sich Thomas Winter, der Ehemann der Toten, beim Eintreffen der Polizei allein im Haus befunden hat, steht er unter dringendem Tatverdacht, seine Frau getötet zu haben.
Keiner der erfahrenen Anwälte der Kanzlei Hoppenheit & Partner kann den Fall von Thomas Winter übernehmen, so dass der Mordverdächtige von Alex Holtkamp vertreten wird. Die angehende Anwältin glaubt ihrem Klienten, der ihr versichert, vom Täter niedergeschlagen worden zu sein und ihn daher nicht beschreiben könne. Da sie Winter für unschuldig hält, verhilft sie ihm zur Flucht vor der Polizei und riskiert damit ihre erst kürzlich erhaltene Anwaltslizenz. Sie versteckt ihren flüchtigen Klienten auf dem Dachboden von Georg Wilsbergs Haus, in dem sie als Studentin gewohnt hatte. Um seiner Patentochter aus dieser schwierigen Situation herauszuhelfen, beginnt Detektiv Wilsberg auf eigene Faust nach dem Mörder von Charlotte Winter zu suchen. Ekki staunt nicht schlecht, als er Thomas Winter bei Wilsberg begegnet, denn er kennt ihn aus der Grundschule, die sie gemeinsam besucht hatten.
Winter gibt zu, sowohl das Seil als auch die Handschuhe gekauft zu haben, die bei dem Mord Verwendung fanden. Er habe sie allerdings zum Anbinden und Düngen seiner Rosen erworben, und beides hätte sich im Gartenhaus befunden, das nie verschlossen sei. Wilsberg erfährt von Sabine Stetten, dass Winter eine Affäre mit ihr hatte. Zudem belastet ihn eine polizeilich aufgenommene Aussage von Charlotte Winter, dass sie kurz vor ihrem Tod nur deshalb alkoholisiert mit ihrem Auto an einem Unfall beteiligt war, weil sie nach einem Streit vor ihrem Mann flüchten musste. Weiterhin erfährt Wilsberg, dass Winter gegenüber einem LKW-Fahrer der Großbäckerei, die seiner Frau gehört, handgreiflich geworden war und dem Mann den Kiefer gebrochen hatte. Aufgrund eines Ehevertrages bleibt Winter im Falle einer Scheidung der Zugriff auf das Vermögen seiner Ehefrau verwehrt. Diese Ermittlungsergebnisse lassen Winters Aussage weniger glaubwürdig erscheinen und deuten auf einen geplanten Mord an seiner Frau. Als Winter mit den in Erfahrung gebrachten Vorwürfen konfrontiert wird, hat er für jeden einzelnen eine Erklärung. Insbesondere streitet er die Vorwürfe ab, seine Frau betrogen zu haben. Stattdessen habe er Sabine Stetten „abblitzen lassen“, weshalb sie sich nun an ihm rächen wolle.
Während der Ermittlungen bricht ein Unbekannter in die Villa der Winters ein und entwendet das dort versteckte Seil, mit dem Charlotte Winter erdrosselt wurde. Zufällig begegnet Wilsberg diesem unbekannten Einbrecher, der ihm vorher schon aufgefallen ist, und stellt ihn zur Rede. Dieser stößt ihn allerdings um und rennt davon. Wilsberg nimmt den Wagen des Flüchtigen nicht nur unter die Lupe, sondern auch zugleich in seinen Besitz. Mit Ekkis Hilfe gelingt es, die Rufnummer des im Auto gefundenen Handys mit seinem Besitzer Maik Greber in Verbindung zu bringen. Ekki übernimmt die Observierung von Maik Greber und folgt ihm bis ins Mehrfamilienwohnhaus, bleibt dort allerdings im Fahrstuhl stecken, als jemand absichtlich die Stromversorgung abschaltet. Wilsberg eilt Ekki mit Kommissarin Springer und Overbeck zur Hilfe. Sie befreien Ekki aus dem Fahrstuhl und finden Maik Greber aufgeknüpft auf seinem Balkon. Wilsberg glaubt allerdings weder an einen Suizid noch daran, dass es sich bei Greber um den Mörder von Charlotte Winter handelt.
Zwischenzeitlich hat Alex mit Johanna Maler ein früheres Opfer des Einbrechers gefunden. Sie gibt an, dass sie sich bereits in der Gewalt des Täters befunden hatte, der dann aber überrascht wurde und fliehen musste. Aus Angst habe sie jedoch niemals Anzeige erstattet und wolle weiterhin keine Aussage bei der Polizei machen. Bei einem Besuch von Ekki und Wilsberg bei Johanna Maler stellt Ekki fest, dass er auch Johanna aus der Grundschule kennt, sich somit also auch Thomas und Johanna kennen. Von Wilsberg unter Druck gesetzt, lässt sich Maler zu einem Geständnis bewegen: Der Einbrecher Maik Greber hätte sie und Winter überrascht, wodurch er Zeuge des Mordes wurde und Winter erpresst hätte. Sie hätten daraufhin die Geschichte des Überfalls auf Johanna erfunden und gehofft, so nicht nur den Mordverdacht auf Greber zu lenken, sondern auch, dass Wilsberg und Ekki ihren Erpresser für sie ausfindig machen würden. Dadurch konnte Greber von Winter getötet werden.
Alex, die bis dato an die Unschuld ihres Mandanten geglaubt hat, durchschaut dessen doppeltes Spiel. Somit überführt gesteht er, dass sich seine Frau wegen seiner Affäre von ihm scheiden lassen, er aber nicht mittellos zurückbleiben wollte. Winter greift zu einem Messer und geht auf Alex los. Wilsberg und Ekki können Alex aus der Gewalt Winters befreien und liefern ihn der Polizei aus.
Am Ende kehrt Ekki mit Wilsberg in den Hawerkamp zurück, um in einer neuen Pokerrunde seinen Wagen zurückzugewinnen. Das gelingt mit Wilsbergs Hilfe, der durch Falschspiel gewinnt.

## Hintergrund
Der Film wurde in Münster und Köln gedreht. Die Dreharbeiten begannen am 17. April 2007 und endeten am 26. Juni 2007. In Münster wurde in der Frauenstraße am Antiquariat Solder gedreht, in dem im Film das Antiquariat Wilsberg zu finden ist. Die Aufnahmen, die die Großbäckerei von Charlotte Winter zeigen, entstanden auf dem Gelände des Aschendorff Verlags an der Hamburger Straße. Zudem wurde in unmittelbarer Nähe am Bremer Platz gedreht. Die Szene, in der Wilsberg mit dem gestohlenen Fahrzeug von Maik Greber von der Polizei angehalten wird, wurde am Dahlweg aufgezeichnet.
Am 14. Juli 2008 wurde die Folge zusammen mit der 24. Folge Interne Affären von Polarfilm auf DVD mit FSK-12-Freigabe veröffentlicht. Die DVD enthält neben den beiden Hauptfilmen als Bonusmaterial ein Making-of sowie ein Porträt über die Stadt Münster.
Der Running Gag Bielefeld verweist in dieser Folge auf das Fahrtziel eines Lastwagens der Großbäckerei von Charlotte Winter, das der Fahrer Norbert Hillmann bei der Befragung durch Wilsberg nennt (nach 48:10).
Bei dem Musiktitel am Ende der Episode handelt es sich um Love Is All Around von The Troggs aus dem Jahr 1967.

## Rezeption

### Einschaltquoten
5,1 Millionen Zuschauer sahen die Folge Royal Flush bei ihrer Erstausstrahlung im ZDF. Die Wiederholung am 30. Juni 2011 im ZDF schalteten 2,8 Millionen Zuschauer ein, womit ein Marktanteil von 8,9 % erzielt werden konnte.

### Kritik
Obwohl die Folge Royal Flush „zeitweise Schwächen aufweist“, kann sie „erneut überzeugen“, da die Handlung „sehr gut konstruiert“ sei und „zahlreiche Wendungen“ aufweise, urteilt Fabian Riedner von quotenmeter.de. Dabei zeigen die Darsteller „viele unterschiedliche Gesichter“, anstatt sich klischeehaft einordnen zu lassen. Die Dialoge zwischen den beiden Hauptdarstellern fallen gewohnt „sarkastisch“ aus. Neben Lansink und Korittke lobt Riedner insbesondere Rita Russek, alle drei „spielen ihre Rollen perfekt“. In den Nebenrollen überzeugen Olga Brügmann und Tobias Oertel, wobei letzterer nicht an seine Leistungen aus Bis in die Spitzen anzuknüpfen vermag. Für Ina Paule Klink gehöre Royal Flush nicht zu den besseren Folgen, da sie zeitweise „sehr hölzern“ klinge. Riedner urteilt, die Folge sei „eine gute Produktion“, die Spaß mache, „durchgängig spannend“ sei und mit einer guten Auflösung aufwarten könne. Einen „guten Gesamteindruck“ attestiert Riedner der Folge, die „gute und anspruchsvolle Unterhaltung“ verspreche und mit einem Punktwert von 83 % bewertet wurde.
Das Lexikon des internationalen Films urteilt, die Folge sei ein „in Münster angesiedelter, eher beschaulicher (Fernsehserien-)Krimi, in dem einmal mehr die Beteiligten in einem recht engen privaten und beruflichen Verhältnis stehen“. Die Redaktion von TV Spielfilm bemängelt, „ein besserer Anfang und etwas mehr Stilwille wären wünschenswert gewesen. Mit der Zeit entwickelt die Krimikomödie dank des eingespielten Ensembles aber gewohnte Stärken.“ Der Film sei nur „stellenweise lustig und lässig“. Diese Meinung teilt Kai-Oliver Derks vom Mediendienst Teleschau, der das Tempo zunächst als „gemächlich“ einschätzt, im Laufe der Handlung jedoch eine Entwicklung zu einem „soliden Krimi“ erkennen kann, bei dem allerdings erst kurz vor der Auflösung Spannung aufkommen mag. Damit handele es sich zwar um einen „unterhaltsamen Kriminalfall“, der im Vergleich mit anderen Folgen der Fernsehserie aber ein eher „mittelmäßiger Beitrag“ sei.
Brian Melican von Der Westen ist der Meinung, der „beziehungsreiche Titel“ Royal Flush biete letztlich eine mit „Kartentricks“ vergleichbare Handlung, die „durchsichtig“ seien, „wie die Geschichte selbst“. Dieser Einschätzung widerspricht Tilmann P. Gangloff bei kino.de, der Royal Flush mit einer „Sitcom“ vergleicht, in der die „flotten Dialoge“ auf das „gemächliche, aber nie träge Wilsberg-Tempo“ treffe. Gerade dies sorge „immer wieder für beste Unterhaltung“. Die Geschichte sei trotz dieser „Comedy-Ebene“ ein Krimi. Die „intelligent konstruierte Geschichte mit teilweise herrlich komischen Dialogen“ sorge dafür, dass Wilsberg „auch nach zehn Dienstjahren ein Evergreen“ bleibe. Der Spiegel beurteilt Royal Flush als „gewohnt heitere und angenehm lässige“ Filmproduktion.

## Trivia
Am Ende des Films und im Abspann ist der Song Love Is All Around der britischen Rockband The Troggs aus dem Jahr 1967 zu hören.